# Макушин, Владимир Михайлович
Влади́мир Миха́йлович Маку́шин (21 августа 1907 года, Москва — 1968 год) — советский учёный, лауреат Ленинской премии.

## Биография
Родился в Москве 21 августа 1907 г. в семье учителя математики. С 15 лет работал помощником электромонтёра, затем электромонтёром.
Окончил МАИ (1935, экстерном).
В 1932—1947 преподавал в МВТУ, в 1947-1948 в Московском автомеханическом институте. В 1938 г. защитил кандидатскую диссертацию на тему «Теория упругой линии при продольно-поперечном изгибе».
С 1948 г. доцент, в 1951—1957 зав. кафедрой «Сопротивление материалов и детали машин» Военной академии химзащиты им. Ворошилова.
С 1957 г. доцент, с 1960 г. зав. кафедрой сопромата в Московском полиграфическом институте.
Доктор технических наук, профессор (1960).
Ленинская премия 1960 года — за научный 3-томный труд «Расчёты на прочность в машиностроении» (1956—1959), в котором написал главы, посвященные теории напряженного состояния, расчетам на жесткость, а также расчетам статически неопределимых систем.
Награждён орденом «Знак Почёта» и медалями.
Скоропостижно умер в 1968 году. Похоронен на Новодевичьем кладбище (Новая территория, Колумбарий, 130 секция).
Его учениками были член-корреспондент Академии Наук СССР лауреат Государственной премии профессор Е. П. Попов, лауреаты Ленинской премии доктора технических наук профессора Н. Н. Малинин и В. И. Феодосьев, профессор доктор технических наук И. А. Биргер, и многие другие.